# Armoriale delle famiglie italiane (X)
Questo è l'armoriale delle famiglie italiane il cui cognome inizia con la lettera X.

## Armi
| Stemma | Casato e blasonatura |
| ------ | --- |
|        | Xaxa o Sciascia (Sicilia) D'azzurro, alla croce d'oro, piantata sul monte di tre cime dello stesso, nodrito sul terreno al naturale, addestrato da un albero di cipresso e sinistrato da un albero di palma al naturale, accompagnato nel capo da tre gigli d'oro, allineati in fascia (citato in Mango) |
|        | Ximenes (Firenze) Di rosso, a due spade basse decussate d'argento guarnite d'oro, poste in mezzo a due colonne d'oro, ciascuna cimata da un giglio dello stesso (citato in Ceramelli, fasc. 4917.) |
|        | Ximenes (Roma) Scaccato di argento e di azzurro (Citato in Pietramellara, vol. II, pag. 181, immagine in Rust, Ximenes (PDF).) |